# Nîmes Olympique
A Nîmes Olympique egy 1937-ben alapított francia labdarúgócsapat, melynek székhelye Nîmes-ben található. A klub színei: vörös és fehér. Hazai pályájuk a Stade des Antonins, melynek befogadóképessége 8 033 fő.

## Sikerlista
- Championnat National aranyérmes (2): 1997, 2012
- Ligue 2 aranyérmes (1): 1950
- Francia kupa ezüstérmes (3): 1958, 1961, 1996
- Francia szuperkupa ezüstérmes (1): 1971

## Jelenlegi keret
2020. december 23-i állapotnak megfelelően.
| #  |     | Poszt | Név             |
| -- | --- | ----- | --------------- |
| 2  | FRA | V     | Kelyan Guessoum |
| 3  | NOR | V     | Birger Meling   |
| 4  | FRA | V     | Pablo Martinez  |
| 5  | FRA | V     | Loïck Landre    |
| 6  | SEN | KP    | Sidy Sarr       |
| 7  | SWE | KP    | Niclas Eliasson |
| 8  | FRA | KP    | Lucas Deaux     |
| 9  | FRA | CS    | Clément Depres  |
| 10 | ALG | KP    | Zinedine Ferhat |
| 11 | BEN | KP    | Mattéo Ahlinvi  |
| 12 | FRA | KP    | Lamine Fomba    |
| 13 | ALG | CS    | Karim Aribi     |
| 14 | FRA | KP    | Antoine Valério |
| 15 | FRA | V     | Gaëtan Paquiez  |
| 16 | FRA | K     | Lucas Dias      |

| #  |     | Poszt | Név                 |
| -- | --- | ----- | ------------------- |
| 17 | BIH | KP    | Haris Duljević      |
| 18 | PAR | KP    | Andrés Cubas        |
| 19 | FRA | CS    | Lucas Buadés        |
| 20 | FRA | CS    | Renaud Ripart       |
| 21 | FRA | V     | Patrick Burner      |
| 22 | MAR | KP    | Yassine Benrahou    |
| 23 | FRA | V     | Anthony Briançon () |
| 24 | MAR | CS    | Sami Ben Amar       |
| 25 | FRA | CS    | Nolan Roux          |
| 26 | FRA | V     | Florian Miguel      |
| 27 | TOG | CS    | Kévin Denkey        |
| 28 | SEN | CS    | Moussa Koné         |
| 29 | FRA | V     | Sofiane Alakouch    |
| 30 | FRA | K     | Baptiste Reynet     |

## Fordítás
- Ez a szócikk részben vagy egészben  a   Nîmes Olympique című angol Wikipédia-szócikk fordításán alapul.  Az eredeti cikk szerkesztőit annak laptörténete sorolja fel. Ez a jelzés csupán a megfogalmazás eredetét és a szerzői jogokat jelzi, nem szolgál a cikkben szereplő információk forrásmegjelöléseként.